# MACD

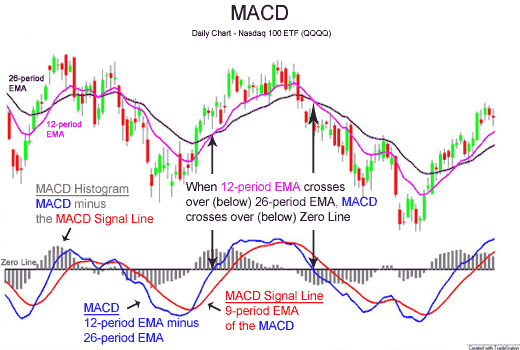
MACD（12,26,9）インジケーター（下半分）の典型的な表示を使用した過去の株価データ（上半分）の例。青い線はMACDシリーズ固有のもので、価格の12日間と26日間のEMAの違いである。赤い線は平均またはシグナルシリーズで、MACDシリーズの9日間のEMAである。棒グラフは、発散系列、これら2本の線の差を示している。

MACDは、価格データの履歴と、特に終値から計算される3つの時系列データの集合とから成るインジケーター(または「オシレーター」)。3つの系列とは、1：MACD系列そのもの、2：「シグナル（または平均）」系列、３：それら2つの差である「ダイバージェンス」系列。1：MACD系列は、価格系列の「高速」(短期間)指数移動平均(EMA)と「低速」(長期間)EMAとの差である。2：平均系列は、MACD系列自体のEMAである。したがって、MACDインジケーターは、3つのEMAの時定数、つまり3つの時間パラメータに依存する。「MACD(a,b,c)」という表記は通常、MACD系列が時定数 a と b の EMA の差、平均系列が時定数cのEMAであるインジケーターを示している。
これらのパラメータは通常、日数で測定されている。最も一般的に使用されている値は12日、26日、9日、つまりMACD(12,26,9)である。技術分析のほとんどの指標と同様に、MACDも主に日次チャートに基づいていた古い時代の技術分析からその期間設定を見つけている。理由は、価格が毎瞬間に変動する現代の取引プラットフォームが存在していなかったためである。労働週が6日であった時代には、(12、26、9)の期間設定は2週間、1ヶ月、1週間半を表していた。現在、取引週が5日しかないので、期間設定の変更も否定できない可能性がある。しかし、大多数のトレーダーによって利用される設定を採用する方が、標準設定に基づいた売買が価格の動向をより推し進めるため、一般的により適切と考えられている。なぜなら、標準的な設定に基づく売買判断が価格をその方向にさらに押し上げるためである。

## 用語
年月を経るうちに、MACDの要素は多数あり、しばしば意味が重なる用語で知られるようになった。特に意味が多岐にわたる用語の一般的な定義は以下の通りである
ダイバージェンス： 
1．MACDにおける「D」としての「ダイバージェンス」は、2つの基本的な移動平均線が離れていくことを指し、「コンバージェンス」はそれらが互いに近づいていくことを指す。
2．ジェラルド・アペルは、MACDラインが価格動向に従っていない状況を「ダイバージェンス」と呼んだ。例えば、価格が低い時にMACDも低いとは限らない。
3．トーマス・アスプレイは、MACDとそのシグナルラインとの差を「ダイバージェンス」系列と呼んだ。
実際には、上記の2番目の定義がしばしば好まれている。
ヒストグラム：
1. ジェラルド・アペルは、MACD時系列の基本的な棒グラフプロットを「ヒストグラム」と呼んだ。アペルのヒストグラムにおいては、棒の高さが特定の時点でのMACDの値を示している。
2. MACDとそのシグナルラインの差はしばしば棒グラフとしてプロットされ、「ヒストグラム」と呼ばれている。
3. 実際には、上記の定義2がしばしば好まれている。

## トレーディングでの解釈
指数移動平均線は、株価の最近の変化を明確にしている。異なる長さのEMAを比較することで、MACD系列は株価のトレンドの変化を測定している。MACD系列とその平均値の差は、株価のトレンドの強さと方向の微妙な変化が明らかになると言われている。MACDのシグナルとRSIの強さなどの指標との相関が必要になる場合もある。
一部のトレーダーは、MACD線がシグナルラインを交差すること、またはMACDラインがゼロ軸を交差することに特別な意味を見いだす。また、MACDラインや差分ラインと株価との不一致（具体的には、価格系列における、より高い高値やより低い安値がインジケータ系列に見られない場合）にも重要な意味があるとされている。

## シグナルライン・クロスオーバー
「シグナルライン・クロスオーバー」とは、MACDラインと平均線が交差すること、つまりダイバージェンス（棒グラフ）の符号が変わることである。このイベントの標準的な解釈は、MACDラインが平均線を上方から抜けた場合（「強気のクロスオーバー」と呼ばれる）は買いを、平均線を下方から抜けた場合（「弱気のクロスオーバー」と呼ばれる）は売りを推奨するというものである。これらのイベントは、株価のトレンドがクロスオーバーの方向に加速しようとしていることの兆候として捉えられている。

## ゼロ・クロスオーバー
「ゼロ・クロスオーバー」イベントは、MACD系列の符号が変化するとき、つまりMACDラインが水平のゼロ軸を交差するときに発生する。これは、価格系列の速いEMAと遅いEMAの間に差がない場合に起こる。MACDが正から負に変わることは「弱気」、負から正に変わることは「強気」と解釈される。ゼロ・クロスオーバーはトレンドの方向性の変化を示す証拠とされるが、シグナルラインクロスオーバーよりはその勢いの確証は低い。

## ダイバージェンス
「ポジティブダイバージェンス」または「強気のダイバージェンス」とは、価格が新しい安値を更新するものの、MACDがそれに合わせて自らの新しい安値を作らない場合に発生する。対照的に、「ネガティブダイバージェンス」または「弱気のダイバージェンス」とは、価格が新しい高値を更新した際、MACDが同様に自らの新しい高値を更新しないときに起こる。MACDラインおよび、またはMACDヒストグラムに対する価格とのダイバージェンスが発生する可能性がある。

## タイミング
MACDの有用性は、適用されるコンテキスト次第である。アナリストは短期取引を中期トレンドの方向に反する形で行わないように、、日次スケールを見る前に週次スケールでMACDを適用する場合がある。また、アナリストはMACDのパラメータを変更して、様々な期間のトレンドを追跡することもある。例として、(5,35,5)は人気のある短期間設定である。

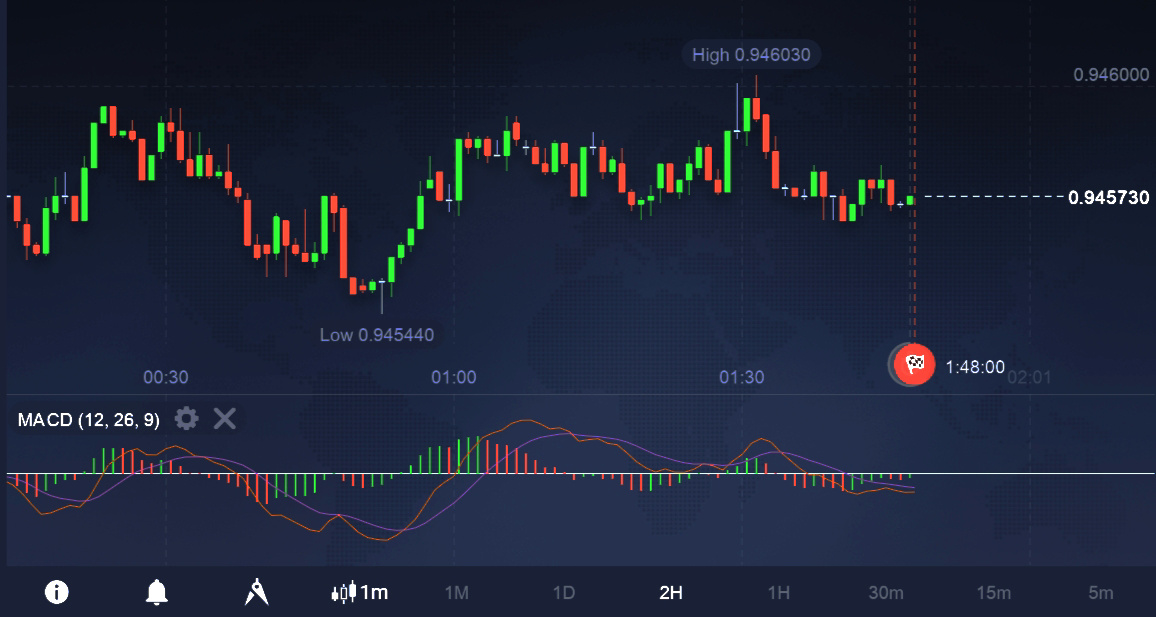
水平線を示すMacdインジケーター

## 誤ったシグナル
MACDのような予測アルゴリズムは、誤ったシグナルを発することがある。たとえば、誤ったポジティブシグナル（フォールスポジティブ）は、強気のクロスオーバーが発生した後に株価が急激に下降する状況である。誤ったネガティブシグナル（フォールスネガティブ）は、弱気のクロスオーバーが示されたにもかかわらず、株価が突然急上昇する状況である。